# 御船健
御船 健（みふね けん、1978年3月2日 - ）は、日本の俳優。愛称はケンケン。福岡県久留米市出身。以前は株式会社CES (芸能事務所)所属。現在はフリー。

## 人物
過去に所属していた劇団「PU-PU-JUICE」の舞台公演では独特のキャラクターから正統派なキャラクターまでと幅広く演じ、人気を博す。その他、映画、ドラマなど映像作品にも多数出演。主な出演作として、「烈車戦隊トッキュウジャー」（EX/15）「ようこそ、わが家へ」（CX/15）など。
趣味として俳優仲間とキックの会（キックボクシング）を定期的に行っている。

## 来歴
過去の所属劇団「PU-PU-JUICE」。
平成28年4月より株式会社CES (芸能事務所)所属。

## 出演

### テレビドラマ
- 臨場 第2シリーズ 第7話（テレビ朝日、2010年4月7日 - 2010年6月） - ジョギング青年役　【テロップでは御舟健と誤表記】
- Wの悲劇 第4話（2012年4月 - テレビ朝日） - 中島 役
- Answer〜警視庁検証捜査官 第8話（2012年6月、テレビ朝日系） - チンピラ 役
- 土曜ワイド劇場（テレビ朝日）
  - おとり捜査官・北見志穂16（2012年6月） - バーテンダー 役
  - おとり捜査官・北見志穂17（2013年6月） - ツアー会社社員 役
  - おとり捜査官・北見志穂18（2014年4月） - 医者 役
- ドルチェ（2012年10月12日 - フジテレビ） - 警視庁捜査官 木村刑事 役
- 遺留捜査 第4話（2013年5月、テレビ朝日系） - 吉岡財務官僚 役
- 壮絶！女のミステリー第3弾 強行犯係・魚住久江〜ドルチェ2（2013年11月15日、フジテレビ） - 警視庁捜査官 木村刑事 役
- 烈車戦隊トッキュウジャー（43、45、47)（2015年1月、テレビ朝日系） - 泉洋介 役（カグラ / トッキュウ5号の父）
- BSジャパン開局15周年特別企画 松本清張ミステリー時代劇 第6話「山椒魚」（2015年6月9日、BSジャパン） - 浪人役
- ようこそ、わが家へ（2015年11月15日、フジテレビ） - ナカノ電子 営業部社員 役（※準レギュラー）
- BSジャパン15周年特別企画 山本周五郎作品 第2話「夜の辛夷」（2015年10月13日、BSジャパン） - 留吉 役
- 日曜ワイド劇場 庶務行員 多加賀主水が許さない（2017年10月15日、テレビ朝日系）- 警視庁高田北警察署 刑事 役

### 映画
- バッシュメント（2005年、布川敏和監督作品）
- Life Cycle（2006年、真田幹也監督作品）
- 気球クラブ、その後（2006年、園子温監督作品） - アキラ役
- サムライダッシュ（2011年、山本浩貴監督作品） - マネージャー木村役
- 臨場・劇場版（2012年、橋本一監督作品） - 病院職員 役
- シンデレラゲーム（2016年、加納隼監督作品） - ネズミ 役
- いぬやしき（2018年4月20日、東宝） - 白血病の娘の父 役

### テレビ
- NHK にっぽん力検定
- フジテレビ わかるテレビ
- 日本テレビハッピイー占いSHOW フォーチュなっ!!

### 舞台
- PaniCrew 魁 LIVE（2006年）劇場：アストロホール
- PU-PU-JUICE 第5回公演 『R-18』 主演・大迫一平（2008年）劇場：王子小劇場
- PU-PU-JUICE 第6回公演 『妄想協奏曲』 主演・大迫一平（2008年）劇場：王子小劇場
- PU-PU-JUICE 第7回公演 『汚れたアヒル』 主演・近藤貴路（2009年）劇場：中野ザ・ポケット
- PU-PU-JUICE 第8回公演 『新・罪と罰』 主演・いしだ壱成（2009年）劇場：赤坂レッドシアター
- PU-PU-JUICE 第9回公演 『パニ☆ホス』 主演・加賀美早紀（2009年）劇場：中野ザ・ポケット
- PU-PU-JUICE 第10回公演 『結婚狂想曲』 主演・浅見れいな（2010年）劇場：新宿シアターサンモール
- PU-PU-JUICE 第11回公演 『奇跡の男』 主演・風間トオル（2011年）劇場：中野ザ・ポケット
- FUN エンターテイメント 『神様のおしごと』 主演・小笠原健（2015年）劇場：俳優座
- IN EASY MOTION Vol.24『煎餅』 主演・高畑こと美（2016年）劇場：Space早稲田